# Aili
Aili ist ein weiblicher samischer Vorname. Der Name ist in Finnland und Estland üblich.
Varianten des Vornamens sind Aila und Aile. Im Jahre 2012 trugen 32016 Frauen in Finnland diesen Vornamen.

## Bekannte Namensträger
- Aili Konttinen (1906–1969), finnische Autorin
- Aili Keskitalo (* 1968), norwegisch-samische Politikerin